# Spilococcus alhagii
Spilococcus alhagii är en insektsart som först beskrevs av Hall 1926.  Spilococcus alhagii ingår i släktet Spilococcus och familjen ullsköldlöss. Inga underarter finns listade i Catalogue of Life.